# Château de Méry-sur-Oise
Le château de Méry-sur-Oise se situe dans le Val-d'Oise, à 30 kilomètres au nord de Paris, et face à Auvers-sur-Oise, le village des peintres, sur la rive opposée de l'Oise.

## Localisation
Le château est situé en France, dans le département du Val-d'Oise, dans la commune de Méry-sur-Oise, rue de L'Isle-Adam. L'accès principal au parc se situe face à la mairie, avenue Marcel-Perrin. Des accès secondaires existent au nord, depuis le chemin d'Halage, et l'est, depuis la commune voisine de Mériel. 

## Historique

### Les origines
Au VIe siècle, les moines de l'abbaye Saint-Denis bâtissent un prieuré à Méry, et jettent un pont en bois à travers l'Oise pour relier Méry à Auvers. L'édification de la première église est entamée en 862. Le pont est reconstruit en 865 sous le roi Charles II le Chauve, mais vingt ans plus tard, les Vikings remontent l'Oise et ravagent toute la contrée. Le prieuré est détruit. Ensuite, les seigneurs de Buffé (Bouffé, Bouffémont) profitent du vacuum de pouvoir et s'emparent de la seigneurie de Méry au détriment des moines. Les Buffé gardent la main sur la seigneurie jusqu'à la fin du XIIe siècle. À l'emplacement du prieuré, ils construisent un château fort, qui est fréquemment attaqué et détruit. En 1343, la seigneurie passe entre les mains de Henry de Milly. Ensuite, la guerre de Cent Ans apporte son lot de destructions.

### Le château des d'Orgemont

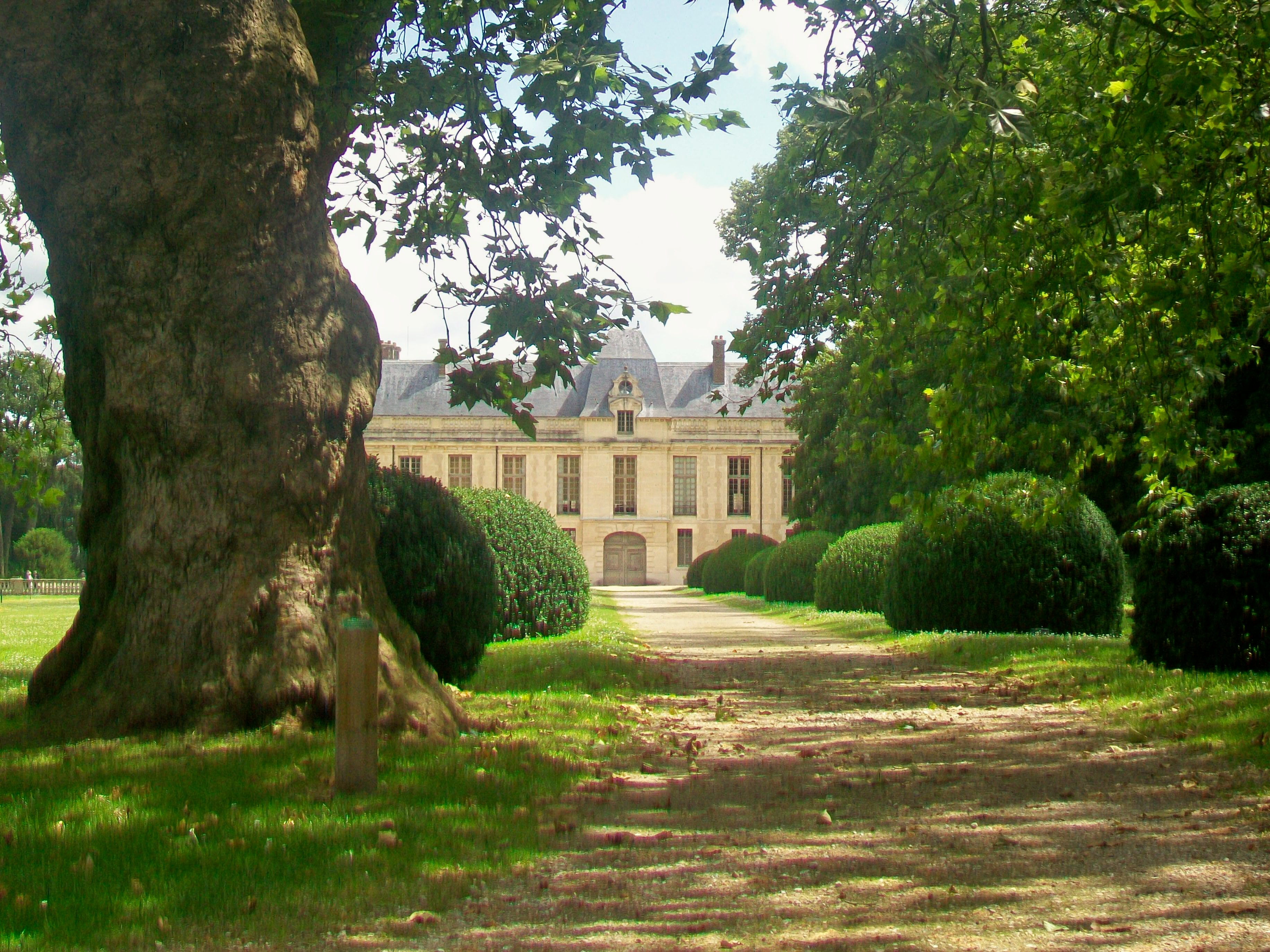
Approche du château par l'allée depuis le sud-ouest.

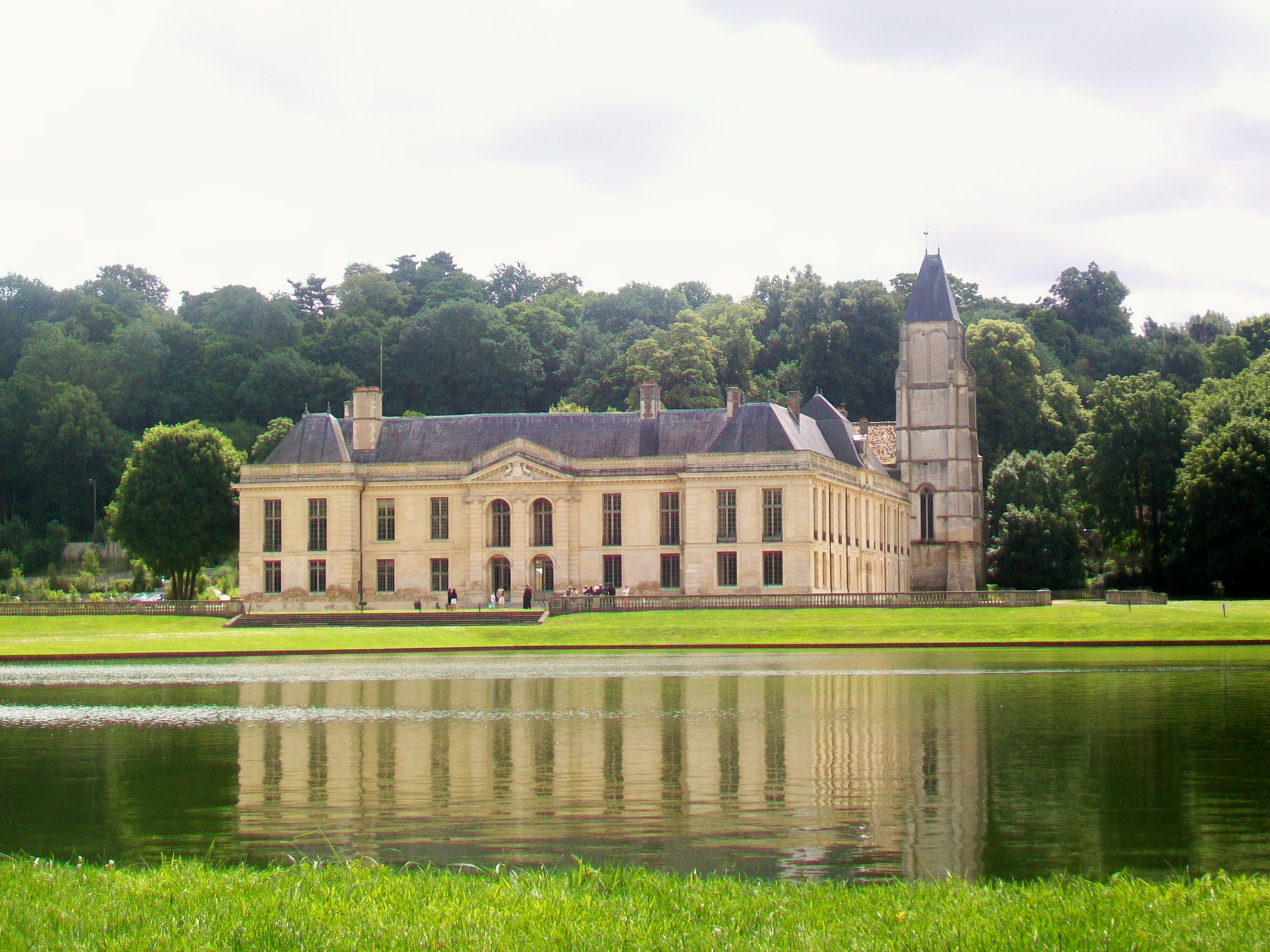
Vue sur le château depuis le nord-ouest.

Henry de Milly est ruiné et exproprié par jugement du 24 mars 1375, au profit de Pierre (Ier) d'Orgemont (c. 1320-1389),,, chancelier de France, acquéreur de Chantilly en mai 1386, du fief de Pois/Poix à Pontoise en février 1380, et du fief de Fours (alias du Four) à Auvers en juillet 1380 (ce dernier fief partagera désormais le sort de Méry). La famille de Milly n'est toutefois pas entièrement évincée à Méry, puisqu'un Pierre d'Orgemont — le père, ou l'oncle ou un parent proche du nouveau seigneur — était marié à Anne de Milly. Sans perdre de temps, le nouveau sire fait bâtir un nouveau château entre 1375 et 1389, et il en subsiste une salle souterraine autour d'un pilier central. Le roi Charles V le Sage séjourne fréquemment à Méry, comme en témoignent de nombreuses lettres patentes rédigées sur place. Sur la demande du roi, Pierre d'Orgemont poursuit à Méry la rédaction des Grandes Chroniques de France.
Après la mort de Pierre d'Orgemont le 3 juin 1389, son fils aîné Pierre d'Orgemont († 1409), évêque de Paris, hérite de la seigneurie. Quand il meurt vingt ans plus tard, son frère Nicolas lui succède (dit le Boiteux d'Orgemont, chanoine de Paris, Grand-archidiacre d'Amiens, doyen de Tours, conseiller au Parlement, maître à la Chambre des Comptes, † en juillet 1417 emprisonné à Meung comme conspirateur bourguignon) ; [un autre frère, Amaury d'Orgemont, † dès 1400, hérite de Chantilly et acquiert Montjay en 1393, seigneuries que sa petite-fille Marguerite d'Orgemont (1415-1481) transmettra à son mari Jean II de Montmorency (1404-1477), épousé vers 1454 : ils sont les grands-parents du connétable Anne de Montmorency (1493-1567)]. Nicolas joue un rôle décisif dans un complot visant à livrer la ville de Paris au duc de Bourgogne, Jean sans Peur. Le complot échoue, et le doyen de Tours voit ses biens confisqués et meurt en prison en 1417. Or, dès son entrée en Paris en 1418, Jean sans Peur annule toutes les confiscations prononcées contre ses alliés, et la famille d'Orgemont récupère ses biens. C'est le dernier frère survivant de l'ancien seigneur qui en profite, à savoir Guillaume d'Orgemont (v. 1350-1422 ; Trésorier des Guerres et général des Aides, conseiller au Grand-Conseil, capitaine du château de Crèvecœur). Sa mort en 1422 entraîne un partage de la seigneurie entre ses trois fils Pierre, Philippe († 1446) et Jean d'Orgemont. 
Cependant, Charles d'Orgemont († 1511 ; fils de Philippe) parvient de réunir à nouveau les terres de Méry en 1485 ; il acquiert également la seigneurie voisine de Mériel en novembre 1481 et fait reconstruire l'église de Méry en 1485-1487. Méry est alors un village insignifiant, ne comptant que vingt-six feux. Plus tard, la famille d'Orgemont perd une seconde fois la seigneurie, au moins pour sa plus grande partie. En effet, le petit-fils de Charles, prénommé Méry († 1551 ; fils de Pierre d'Orgemont, lui-même fils prédécédé dès 1510 de Charles ; Pierre avait pour sœur Louise d'Orgemont, dame de Baillet-sur-Esches et de Champs, femme en 1483 de Rolland de Montmorency-Fosseux), est orphelin quand il hérite des terres de son grand-père Charles. Placé sous tutelle, il est spolié de la plupart de ses biens, hormis quelques terres des bords de l'Oise. Méry parvient néanmoins à faire une belle carrière en s'attachant aux services du roi François Ier. Il est promu chevalier, puis échanson ordinaire du roi et finalement gouverneur de Paris et d'Île-de-France. Sa mort intervient en 1549 (ou 1551).
Claude d'Orgemont († 1598) n'a que quinze ans quand il prend le relais de son père Méry. À son instar, il devient également échanson du roi. Il ne réussit pas à reconstruire la fortune des Orgemont. Son train de vie est des plus modestes, ce qu'il cache avec la faste de ses fêtes et réceptions, financées à crédit. Malgré sa précarité financière, Claude d'Orgemont parvient à faire rebâtir le château presque entièrement. Au-dessus d'une porte, la date de 1584 est gravée, correspondant apparemment à l'achèvement des travaux. Les guerres de religion, pendant lesquelles il se montre courageux, achèvent de le ruiner. Il se retire dans son château en 1596, mais deux ans plus tard, il cède tout ce qui reste du domaine lourdement hypothèqué à son gendre François II Jouvenel des Ursins, marquis de Trainel (v. 1560/1570-1650 ; époux de sa fille Guillemette d'Orgemont (v. 1560/1565-1639), sans postérité survivante). Ce dernier ne dispose pas non plus des moyens nécessaires pour faire face aux dépenses. Pour effacer une dette, il revend rapidement le château à son beau-frère, le comte Antoine Ier de Saint-Chamans (ou St-Chamant) du Pesch(i)er de Méry, († 1628) proche du roi Henri IV, en 1597 (un des frères d'Antoine, Mercure de St-Chamant, avait épousé Isabelle Jouvenel des Ursins († 1644), sœur de François Jouvenel). Le frère d'Antoine et Mercure, Jean de St-Chamant, fut le père de Pierre et le grand-père de François Ier et Antoine II ci-dessous).

### Le château des Saint-Chamans

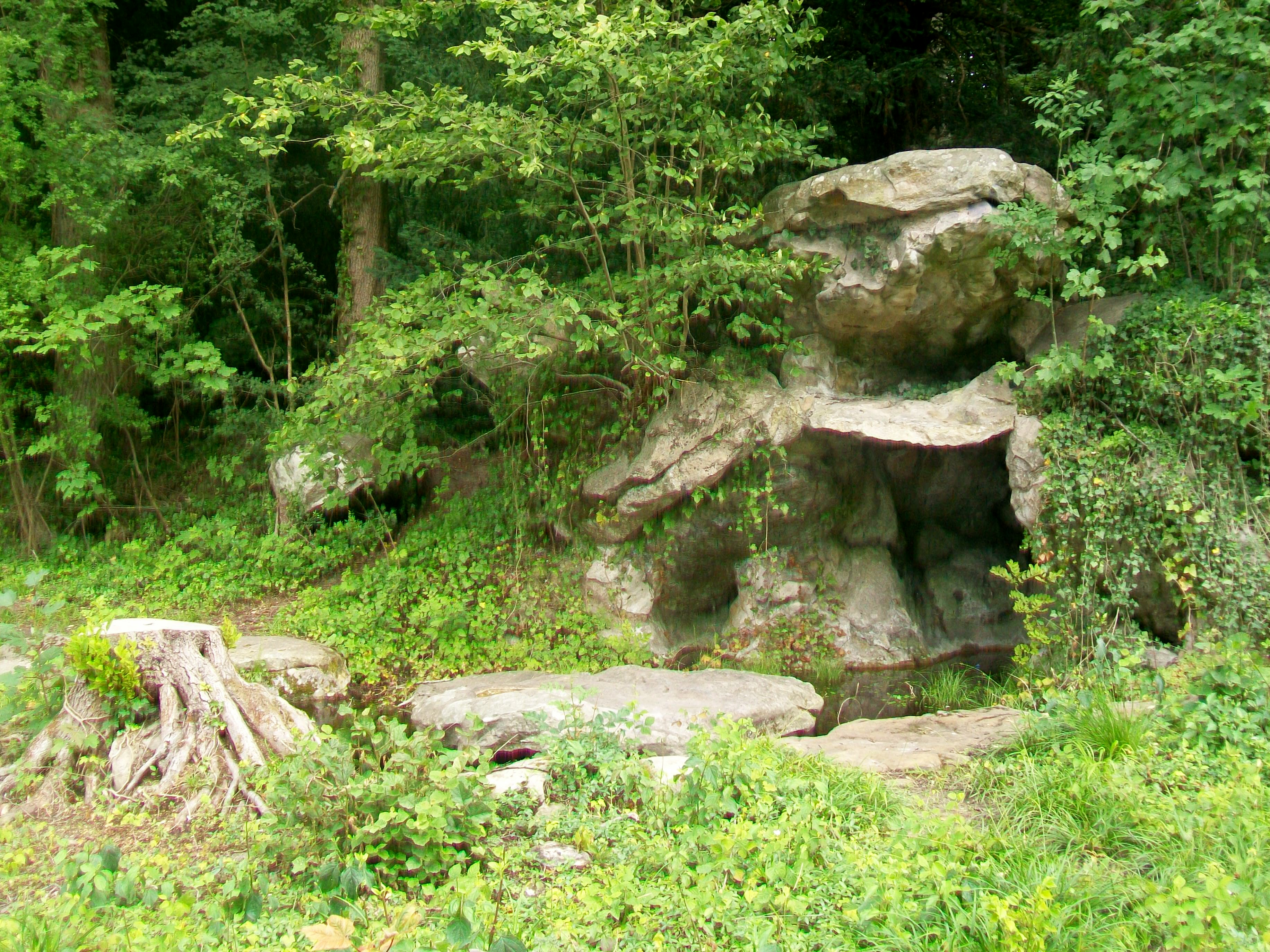
Grotte artificielle.

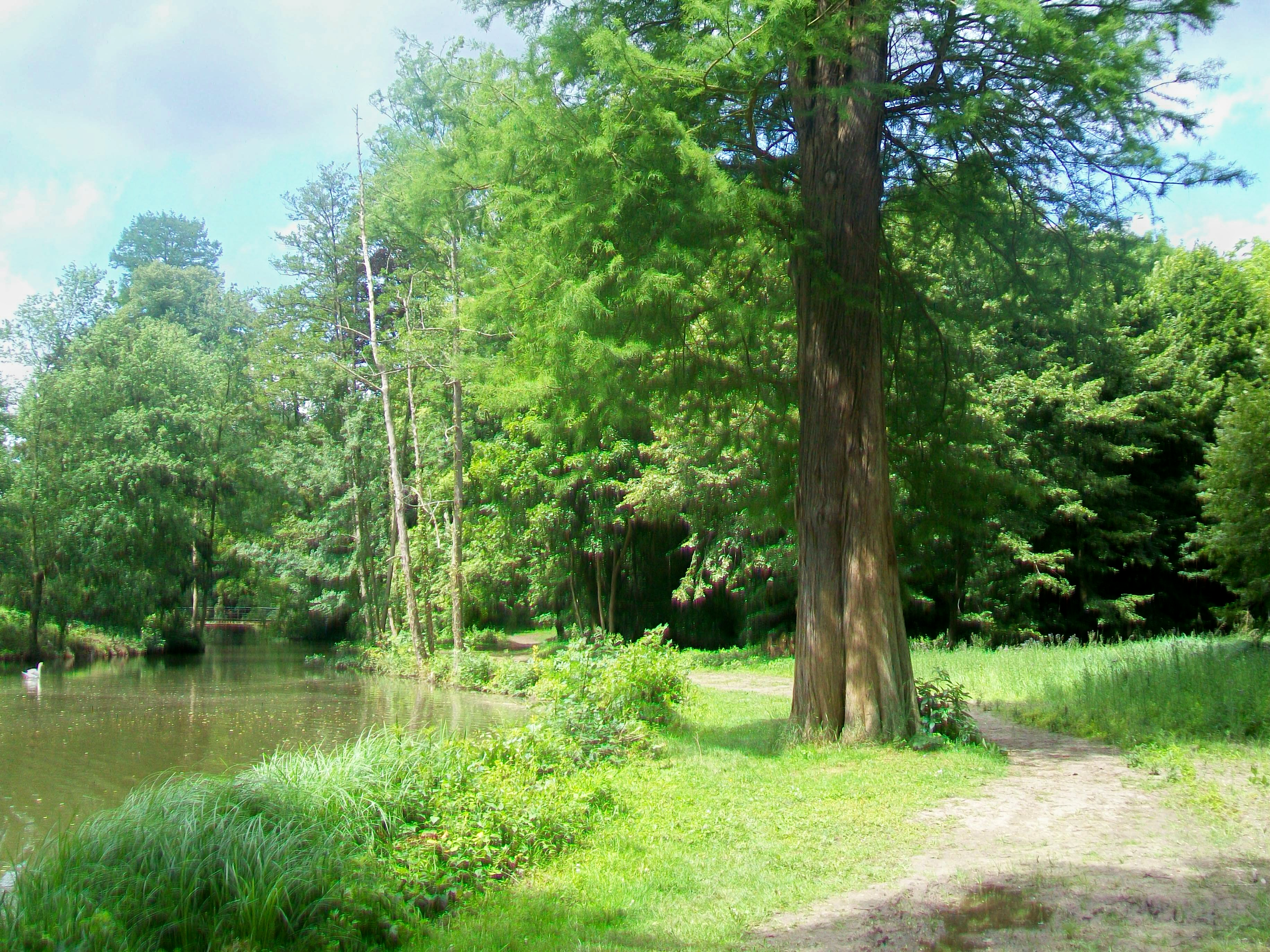
Promenade le long de la rivière anglaise.

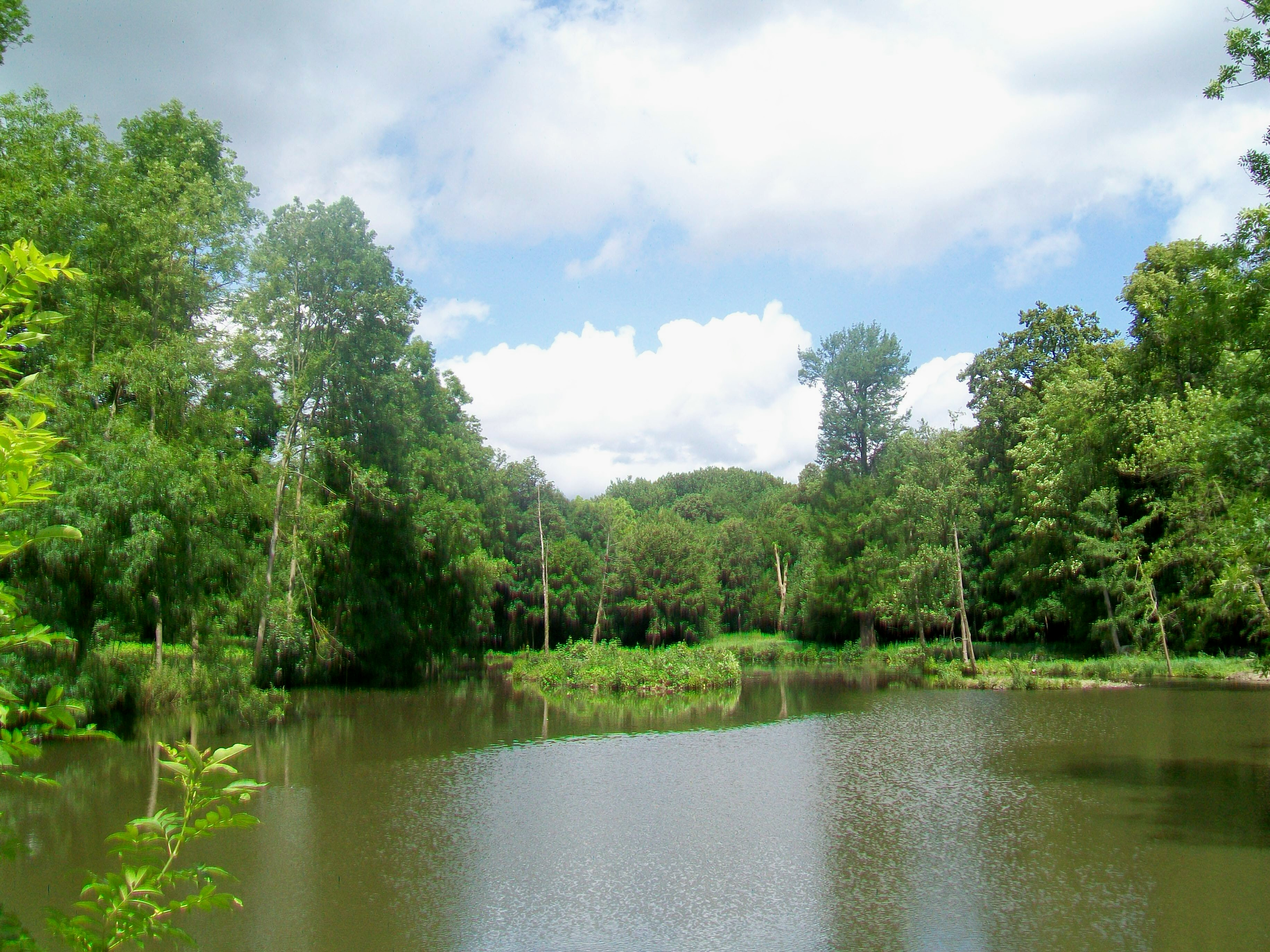
La rivière anglaise.

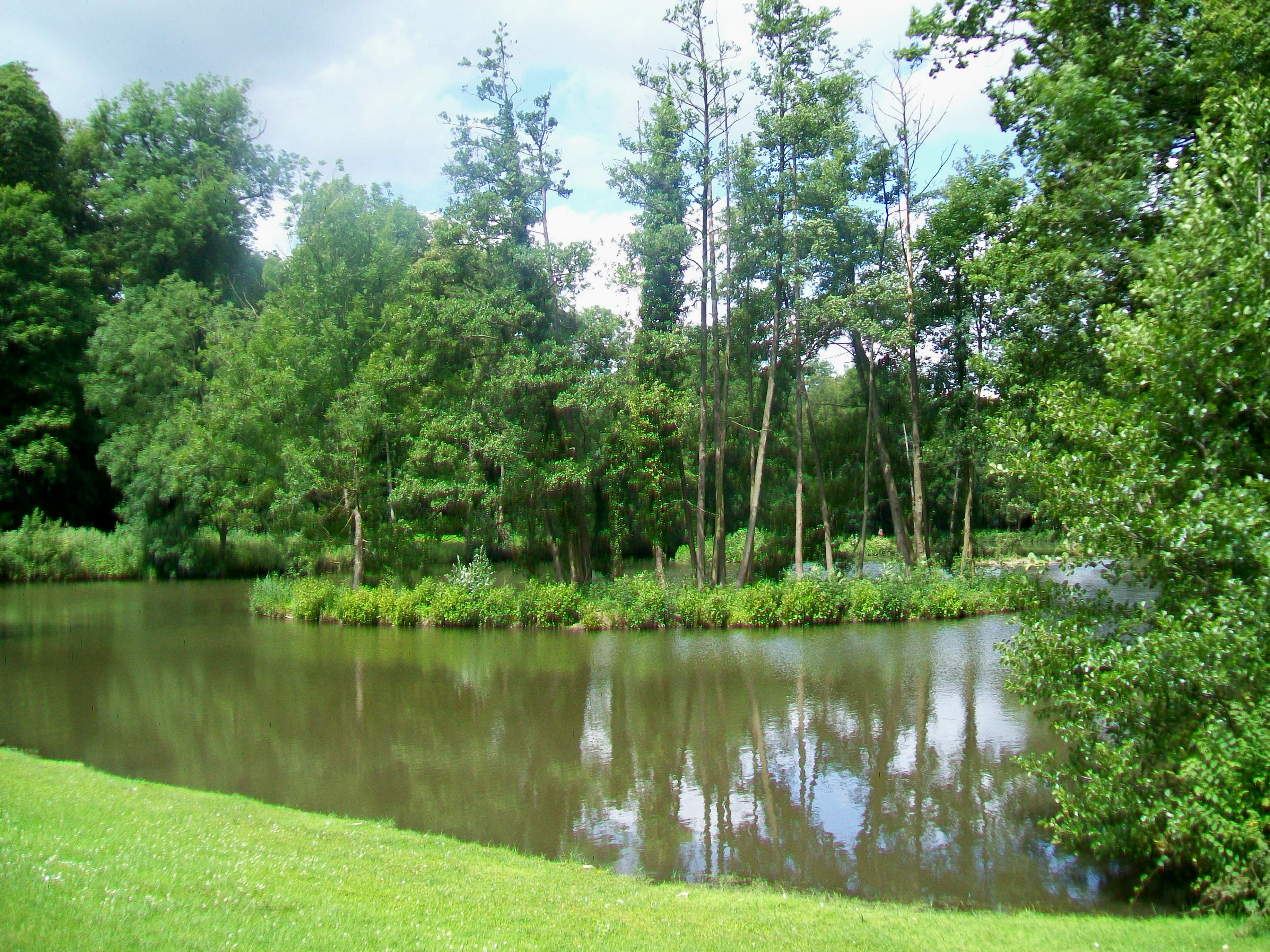
Île sur la rivière.

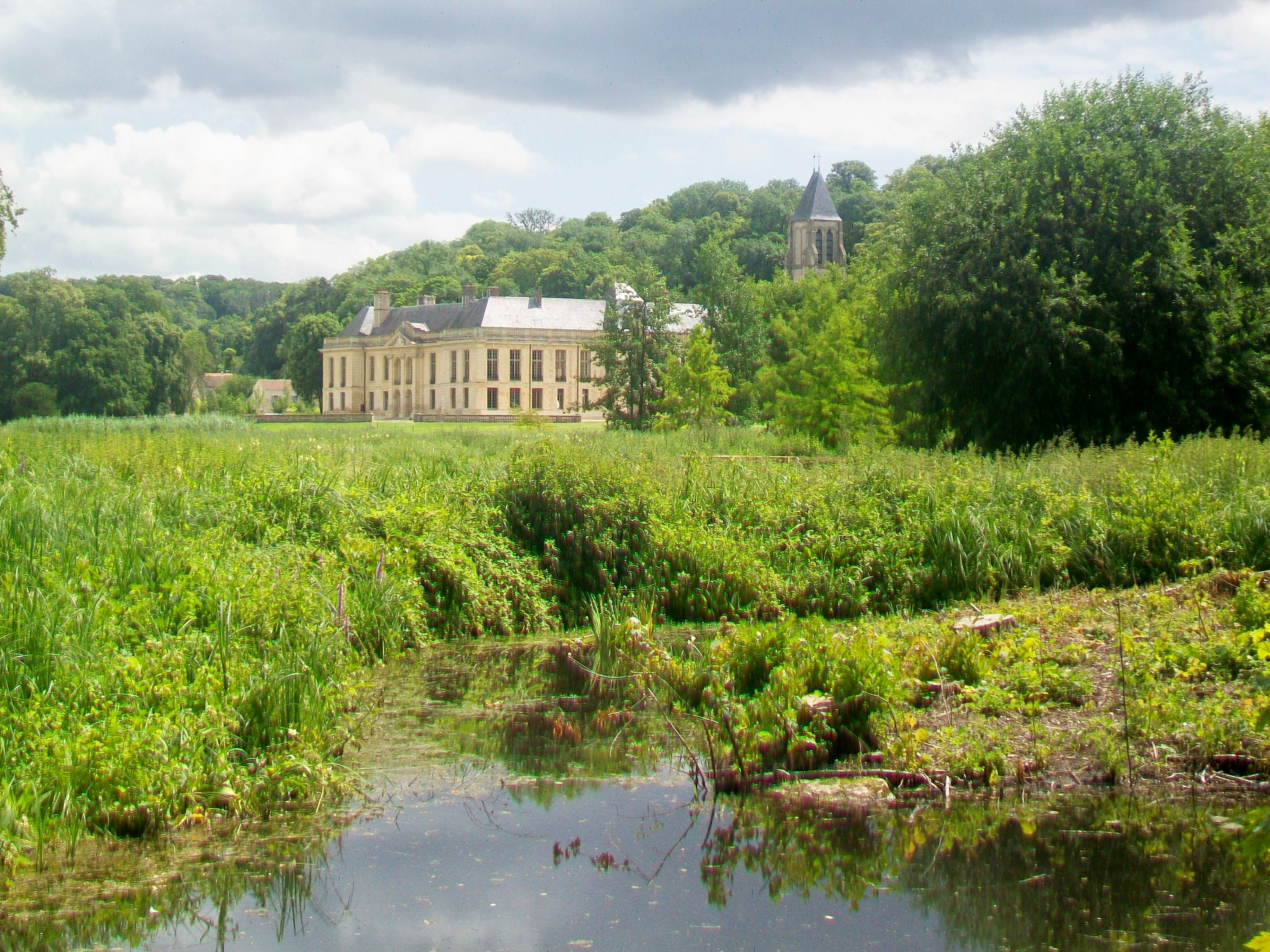
Vue sur le château depuis l'ouest.

Quand Henri IV rend visite à la sœur de sa maîtresse Gabrielle d'Estrées, l'abbesse de Maubuisson Angélique d'Estrées, il séjourne au château de Méry. Le nouveau propriétaire est riche et s'entoure d'artistes, à qui il fait appel pour l'embellissement de la décoration intérieure du château. De Saint-Chamans achète des tableaux, essentiellement des portraits de rois et des princes de Lorraine, des tapisseries, des meubles précieux, de l'argenterie et des bibelots. Le comte fait profiter ses hautes relations aux artistes, et à nombre d'entre eux, il propose le logis au château. Méry retrouve un grand éclat, le seigneur aimant exposer sa richesse et le luxe. En 1628, Antoine de Saint-Chamans laisse ses biens à son petit-neveu François de Saint-Chamans.
En avril 1648, François Ier de Saint-Chamans-Méry est blessé pendant le siège d'Ypres, et succombe à ses blessures pendant la même année. Resté célibataire et sans enfants, c'est son frère Antoine II qui hérite de lui. Il épouse en 1655 la fille de Zanobi Lioni, le propriétaire du château d'Auvers : Marie Lioni. De ce mariage naît François II de Saint-Chamans-Méry en 1658. Il commence sa carrière en tant que page du roi, puis devient cadet des gardes du corps du roi, avant de rejoindre la compagnie de Noailles. Quand il est chargé d'escorter Marie-Louise d'Orléans, nièce du roi, en Espagne pour son mariage en 1679 avec Charles II d'Espagne, il a une affaire avec la princesse et prolonge son séjour autant qu'il peut. À son retour, le roi Louis XIV l'assigne à sa seigneurie de Méry et lui ordonne de se marier. Le comte n'y obéit que sept ans plus tard en épousant en 1687 Bonne de Chastellux ; le roi a alors oublié toute sa rancune et récompense même François II de Saint-Chamans en érigeant ses terres en marquisat en 1695. Les années suivantes sont mises à profit pour la restauration et le remaniement du château, insuffisamment entretenu depuis sa dernière reconstruction un peu plus qu'un siècle plus tôt. La façade méridionale est construite à neuf en 1697 et reflète bien le style de son époque. Mais les années pour les Saint-Chamans à Méry sont comptées ; François II meurt en 1714 et son fils César-Arnaud, soldat étant resté célibataire, meurt en 1728 sans descendance. Son testament est annulé et le domaine mis en vente.

### Le château des Molé, Lamoignon et Ségur-Lamoignon
L'acheteur n'est pas n'importe qui, mais l'époux en secondes noces depuis 1720 de Pauline de St-Chamans-Méry, fille de François II et donc sœur du dernier marquis César-Arnaud. Il s'agit du financier et spéculateur protestant Samuel Bernard (fils du peintre Samuel-Jacques Bernard ; le financier Samuel Bernard eut sept enfants d'autres unions, et l'un d'entre eux, Gabriel Bernard de Rieux, épouse dès 1717 Bonne de Saint-Chamans-Méry, la propre sœur de Pauline !). Mais Bernard ne rachète Méry que pour pouvoir l'offrir en dot à leur fille, Bonne-Félicité Bernard (1721-1784), qui épouse en 1735 un président à mortier au Parlement de Paris (et futur Premier président), Mathieu-François Molé de Champlâtreux (1705-1793), alors qu'elle n'a que treize ans. Méry entra alors dans la famille Molé. Le couple ne semble pas s'entendre trop bien, car le Président préfère séjourner dans son château de Champlâtreux, alors que son épouse reste à Méry. Elle noue des liens avec Georges-Louis Leclerc de Buffon, qui vient souvent au château de Stors situé à proximité. Buffon conseille la présidente pour le choix des plantes pour son parc, et Bonne-Félicité commande également la reconstruction de la façade occidentale du château selon ses idées, ce qu'elle réussit avec beaucoup de goût. 
Après la mort de Samuel Bernard, sa veuve Pauline de St-Chamans s'installe au château avec leur fille. Elle rend souvent visite aux pauvres du village, et sa plaque funéraire n'est pas vandalisée sous la Révolution française. Pauline meurt en 1763, et sa fille Bonne-Félicité Bernard vit encore jusqu'en 1784, atteignant l'âge de soixante-douze ans. Ayant eu tardivement son fils Édouard-François-Mathieu Molé (1760-1794), ce dernier n'a que vingt-quatre ans quand il hérite de sa mère. Il est déjà marié depuis 1780 à Marie-Louise-Élisabeth de Lamoignon (1763-1825 ; la bienheureuse Mère St-Louis). En 1788, il est nommé à son tour président à mortier au Parlement de Paris.
Le jeune Édouard-François-Mathieu Molé ne peut exercer longtemps cet office, car il est guillotiné le 20 avril 1794. Le château n'est toutefois pas saisi et revient à la fille du président à mortier, Félicité Molé (1786-1852), encore adolescente. Elle peut seulement en profiter après un séjour en prison, et épouse en 1798 le frère de sa mère, Anne-Pierre-Chrétien de Lamoignon, dit Pierre-Christian (1770-1827). Le mariage civil est célébré par le maire, qui n'est autre que leur garçon de cuisine. Le vicomte Pierre-Christian de Lamoignon fait restaurer le château saccagé durant la Révolution, et remplace les jardins à la française par un jardin anglais. En 1823, Marie-Louise de Lamoignon (1805-1860), la fille de Félicité et Pierre-Christian, épouse son cousin Adolphe de Ségur (1800-1876). Avant de mourir en 1827, le vicomte Pierre-Christian, dernier des Lamoignon, parvient à obtenir pour son gendre le titre héréditaire de pair de France, qui normalement ne se transmet qu'en ligne masculine. Adolphe adopte donc le nom de Ségur-Lamoignon. Alors qu'elle est déjà veuve, Félicité Molé poursuit la transformation du parc et engage en 1845 le paysagiste Louis-Sulpice Varé pour intégrer au mieux les arbres séculaires existants et les grandes pelouses dans le nouveau jardin anglais. La vieille dame garde le château de Méry jusqu'à sa mort en 1852, puis le laisse à sa fille Marie-Louise et son gendre Adolphe. La comtesse de Ségur (1799-1874 ; belle-sœur d'Adolphe par son mari Eugène, et mère d'Edgar ci-après) séjourne parfois au château de Méry et y écrit une petite partie de son œuvre, dont vraisemblablement Les Malheurs de Sophie. Quant à Adolphe de Ségur-Lamoignon, il est surtout connu comme président de la Compagnie des chemins de fer de l'Est.
Désormais, le plus jeune des enfants Ségur a le droit d'ajouter le nom de Lamoignon à son nom. C'est le cas d'Edgar de Ségur-Lamoignon (1825-1900 ; diplomate et député de la Meuse), qui hérite en 1876. La famille conserve longtemps le château. L'acteur de cinéma Guillaume de Ségur-Lamoignon (1889-1945 ; Guillaume de Sax), fils de Louis (1860-1930 ; homme d'affaires, notamment dans les transports ferroviaires) et petit-fils d'Edgar de Ségur, épouse l'actrice Cécile Sorel (1873-1966), et le couple réside souvent au château. 
En 1911, une usine de traitement d'eau potable est installée à proximité du parc. Un bassin réservoir est ensuite aménagé dans le parc afin d'offrir trois jours de réserve en eau potable en cas de pollution accidentelle de l'Oise. Le château et son parc sont inscrits monument historique par arrêté du 23 juillet 1937. Le parc est en outre classé au titre des sites par arrêté du 12 décembre 1946. En 1976, le syndicat des eaux d'Île-de-France rachète le domaine de Méry aux Ségur. C'est la première vente depuis 1597.

### Le destin du château depuis 1976
Devenu la propriété en 1986 de la Compagnie générale des eaux, rebaptisée Vivendi en 1998, le château a été entièrement rénové en 1999. Le jardin botanique expérimental a été créé par Pascal Cribier, Patrick Blanc et Lionel Guibert lorsque Vivendi était propriétaire des lieux. Les difficultés financières du groupe poussèrent Vivendi à en abandonner l’entretien. La réhabilitation du jardin botanique est alors encore à l'état de projet.
L'ensemble du domaine a été racheté en 2004 par la municipalité de Méry-sur-Oise avec l'aide financière de la région Île-de-France, du conseil général du Val-d'Oise et de l'agence des espaces verts d'Île-de-France. Le château a été concédé pour 45 ans à une société qui développe une activité de séminaires et de réception, et qui a ouvert un hôtel de 70 chambres à proximité du château.
En 2017, le jardin expérimental conçu par Pascal Cribier est à l'état de ruines.

### Le château de Méry-sur-Oise au cinéma
Une scène de Quand passent les faisans, film d'Edouard Molinaro, y est tournée en 1965.
Une scène de Chocolat avec Omar Sy, est tournée dans le parc du château.

## Visite
Le parc intérieur est librement accessible au public, du 1er avril au 30 septembre de 8 h à 19 h, du 1er octobre au 31 mars de 8 h à 17 h. Un accès se trouve près de la mairie , un autre accès est situé à l'opposé, toujours à Méry-sur-Oise, mais côté Mériel, un passage existe aussi dans le bois qui mène sur les bords de l'Oise.
Le parc extérieur est librement accessible au public tout le temps. Un accès existe près de la mairie, une vingtaine de mètres plus au nord que l'accès au parc intérieur ; d'autres accès existent depuis le parc intérieur, depuis le chemin de halage le long de l'Oise.
Le château est ouvert au public lors des journées du patrimoine. Des réceptions privées, publiques ou professionnelles y sont organisées le reste du temps.